# Tuelsø
Tuelsø är en sjö i Danmark. Den ligger i Region Själland, i den sydöstra delen av landet. Tuelsø ligger 29 meter över havet.  Arean är 1,4 kvadratkilometer. Den ligger på ön Sjælland. Den högsta punkten i närheten är 55 meter över havet, 1,0 km söder om Tuelsø. Trakten runt Tuelsø består till största delen av jordbruksmark och lite skog. På västra sidan ligger orten Sorø. Den sträcker sig 1,3 kilometer i nord-sydlig riktning, och 2,3 kilometer i öst-västlig riktning.